# Leśna (stacja kolejowa)
Leśna – nieczynna stacja kolejowa w Leśnej w województwie dolnośląskim.
Stacja została zamknięta w 2004 roku. Budynek stacji został adaptowany do innych celów, a plac przed dworcem został przekształcony w dworzec autobusowy.